# Nomia pulawskii
Nomia pulawskii là một loài Hymenoptera trong họ Halictidae. Loài này được Pauly mô tả khoa học năm 1997.